# Santa-Lucia-di-Mercurio
 Santa-Lucia-di-Mercurio  là một xã ở tỉnh Haute-Corse trên đảo Corse, Pháp. Xã này có diện tích 23,79 km², dân số năm 1999 là 69 người. Khu vực này có độ cao 894 mét trên mực nước biển.